# Патерн оригамі
Патерн (англ. crease pattern, CP,  «розгортка») — один з видів діаграм оригамі, який являє собою кресленик, на якому зображені всі складки готової моделі. Патерн буває зручний для опису складної моделі, коли звичайний запис буває занадто громіздким. Важливіше, однак, те, що патерни стали використовуватися при проектуванні сучасних надскладних моделей, піднявши мистецтво оригамі до небувалих висот реалізму.

## Історія
Ідея запису схеми у вигляді патерну не так вже і нова. Ще в 1960-70-х роках чимало оригамістів, таких як Нейл Еліас, часто використовували патерни для опису своїх робіт. Однак справжня популярність до них прийшла близько 15 років тому. Причин для цього було декілька. По-перше, набагато простіше намалювати одне креслення, ніж детальну покрокову послідовність складання. По-друге, чимало оригамістів використовують патерн в процесі розробки схем, так що вона дістається їм задарма. І, нарешті, із зростанням кваліфікації оригамістів по всьому світу, стало більше людей, які вміють читати патерни.

## Особливості
Може здатися, що патерн не такий наочний, як покрокова схема складання. Насправді, патерн дає не просто інформацію, як скласти модель, але і як вона була придумана. При сучасному способі конструювання, як стверджує Роберт Ленг, сам автор може не знати всю послідовність складання, більше того, її просто може не існувати — в деяких моделях всі складки розгортки здійснюються одночасно, без проміжних кроків.
Слід врахувати, що на патерні можуть бути нанесені не всі складки, він може передавати лише основні риси остаточної моделі — остаточну форму повинен надати фігурці той, що сам її складає.
У патернах рідко застосовуються стандартні позначення складок — долиною і горою. На кресленні присутні сотні ліній і використання штрихових і штрих-пунктирних ліній робить його нечитабельним. Загальноприйнятої системи позначень для паттернів ще не склалося, проте є кілька найбільш популярних.
Неявний патерн: всі лінії позначаються однаково.
Явний патерн: лінії гір і долин різняться.
Метод, який широко використовується у друкованих виданнях з чорно-білими схемами: гори і долини позначаться лініями різної товщини.
Ще один метод, розроблений для друку: гори позначаються суцільними лініями, долини — пунктирними. Таких позначень дотримується, наприклад, Роберт Ленг.
Метод, застосовуваний при публікації в інтернеті (наприклад, на Флікрі): гори і долини позначаються лініями різного кольору (зазвичай червоного і синього).
Роберт Ленг розробив програму TreeMaker, яка є потужним засобом проектування патернів.